# Staré Hory
Staré Hory (německy Altenberg) jsou evidenční část krajského města Jihlavy a v nepatrně odlišném územním vymezení též jedno z jeho katastrálních území. Nacházejí se na severozápadě Jihlavy. Do roku 1950 byly samostatnou obcí.

## Název
Název se vyvíjel od varianty Starehorzie (1382), Starehuorze (1454), v Starréhoře (1500), v Starych horach (1543), Altenberg (1654, 1787), Altenberg a Stará Hora (1843) až k podobám Staré hory a Altenberg v roce 1854.

## Katastrální území
Samotné katastrální území Staré Hory má rozlohu 2,18 km2. Původně leželo celé katastrální území v Čechách, ale v dobách komunistického režimu k němu byly připojeny některé pozemky, původně ležící na jižním břehu starého neregulovaného toku řeky Jihlavy, takže nyní zasahují Staré Hory i na historické území Moravy.

## Jihlavská evidenční část Staré Hory
Evidenční část města Jihlavy Staré Hory zahrnuje od 15. března 2006 kromě katastrálního území Staré Hory také velice malou část katastrálního území Bedřichov u Jihlavy, jíž je díl 2 ZSJ "Bedřichov", o výměře 0,4647 km², který tvoří pozemek s budovou Romana Havelky 285/11 a přilehlý asi 100metrový úsek ulice Romana Havelky.
V roce 2009 bylo v této části Jihlavy evidováno 371 adres. V roce 2001 zde trvale žilo 1061 obyvatel.

## Bývalá obec Staré Hory
Bývalá obec Staré Hory měla mírně odlišné katastrální hranice než dnešní katastrální území Staré Hory. Její rozloha činila 2,13 km². Ve srovnání s dnešním katastrem k ní nepatřilo například území přibližně odpovídající dnešní parcele č. 401 a také východní, jižní a jihovýchodní hranice byla poněkud odlišná. K Jihlavě byla tato obec připojena k 1. lednu 1951.

## Historie
První písemná zmínka o obci pochází z roku 1315.

## Obyvatelstvo
Podle sčítání 1921 zde žilo v 21 domech 289 obyvatel, z nichž bylo 148 žen. 83 obyvatel se hlásilo k československé národnosti, 188 k německé. Žilo zde 276 římských katolíků, 6 evangelíků a 3 židé.
| Rok            | 1869 | 1880 | 1890 | 1900 | 1910 | 1921 | 1930 | 1950 | 1961 | 1970 | 1980 | 1991 | 2001 |
| -------------- | ---- | ---- | ---- | ---- | ---- | ---- | ---- | ---- | ---- | ---- | ---- | ---- | ---- |
| Počet obyvatel | 311  | 303  | 200  | 250  | 248  | 289  | 483  | 384  | 430  | 477  | 463  | 892  | 1061 |

## Další fotografie

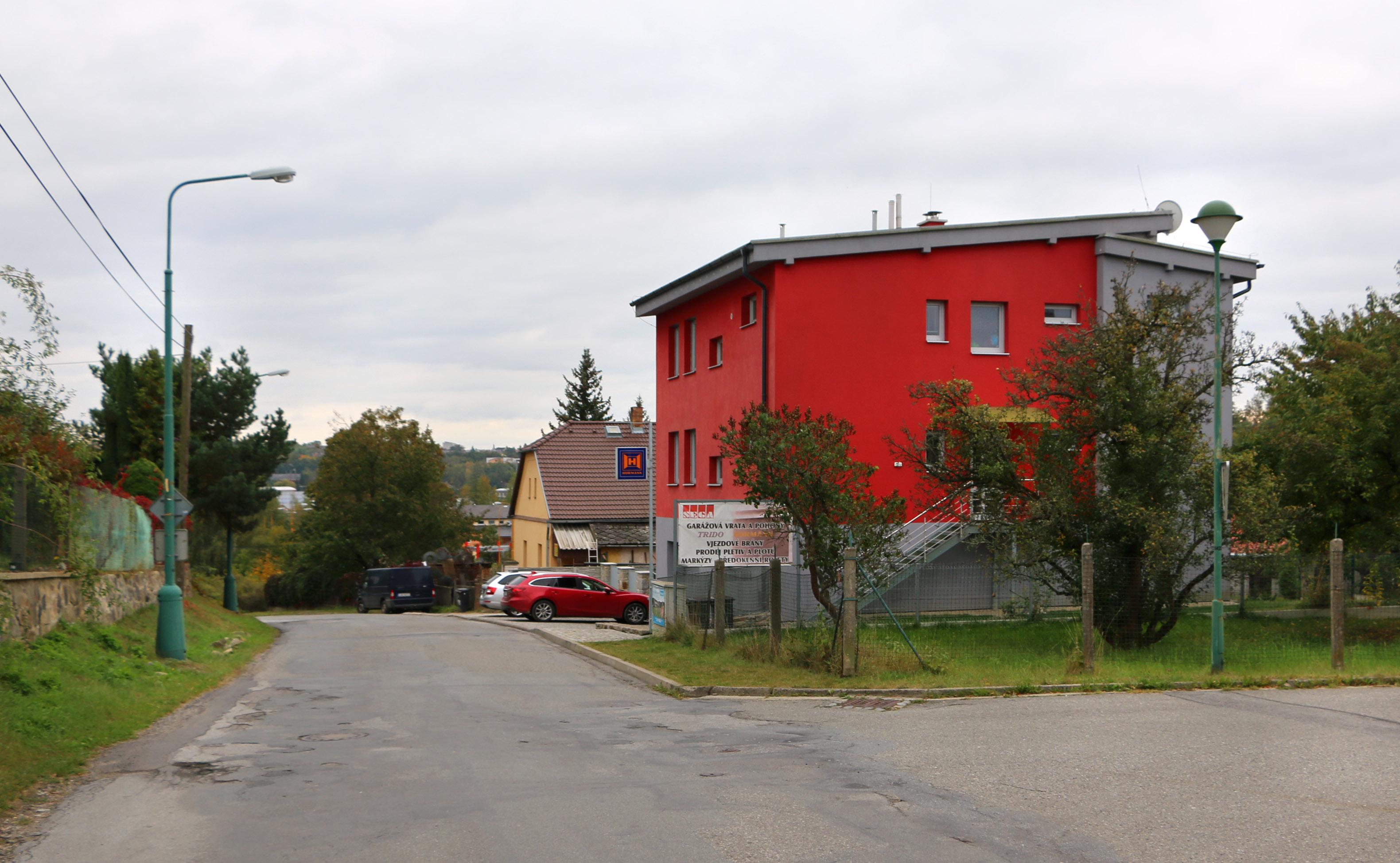
Dům v Hybrálecké ulici
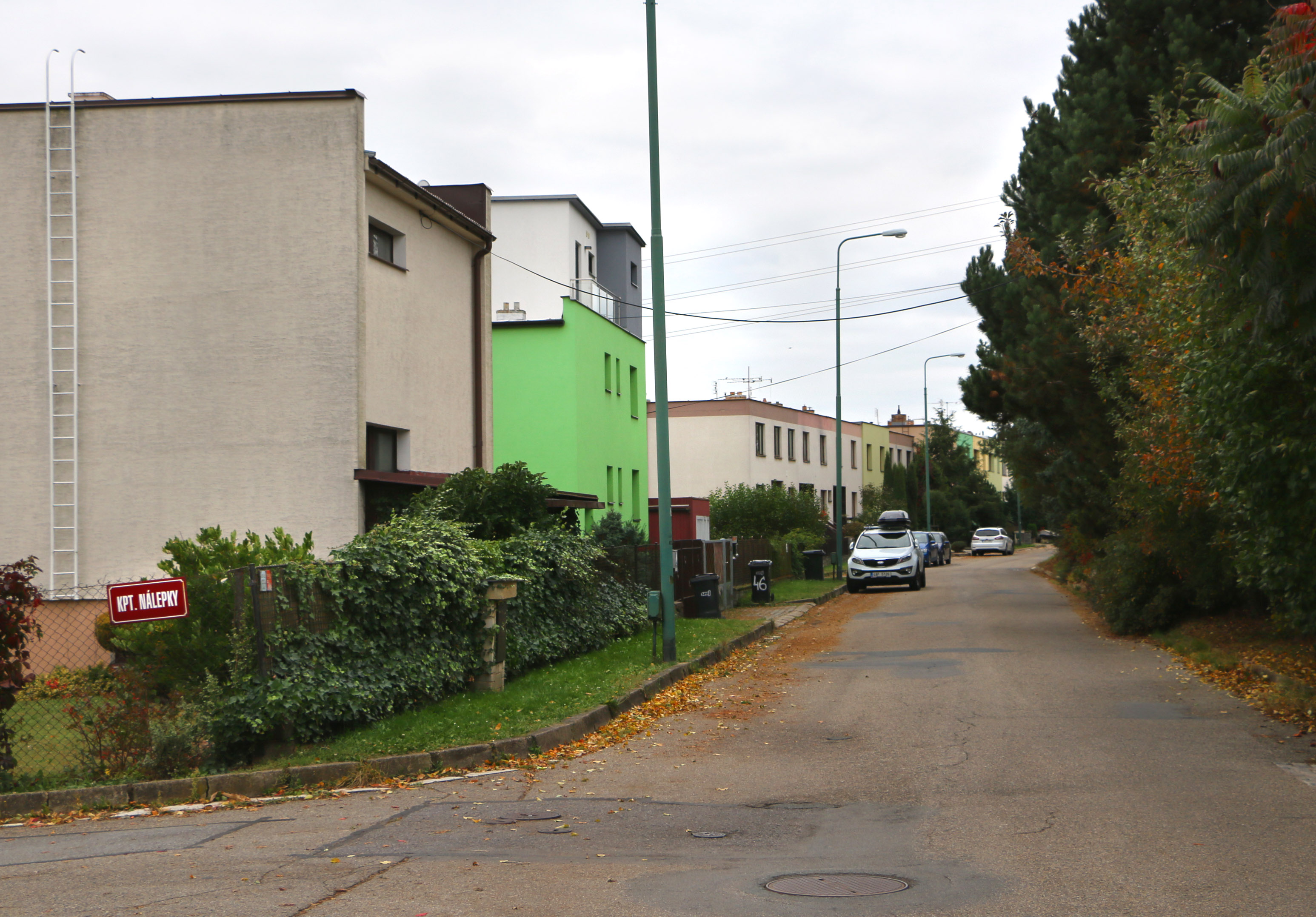
Nová výstavba v Okrajové ulici